# تم بواق

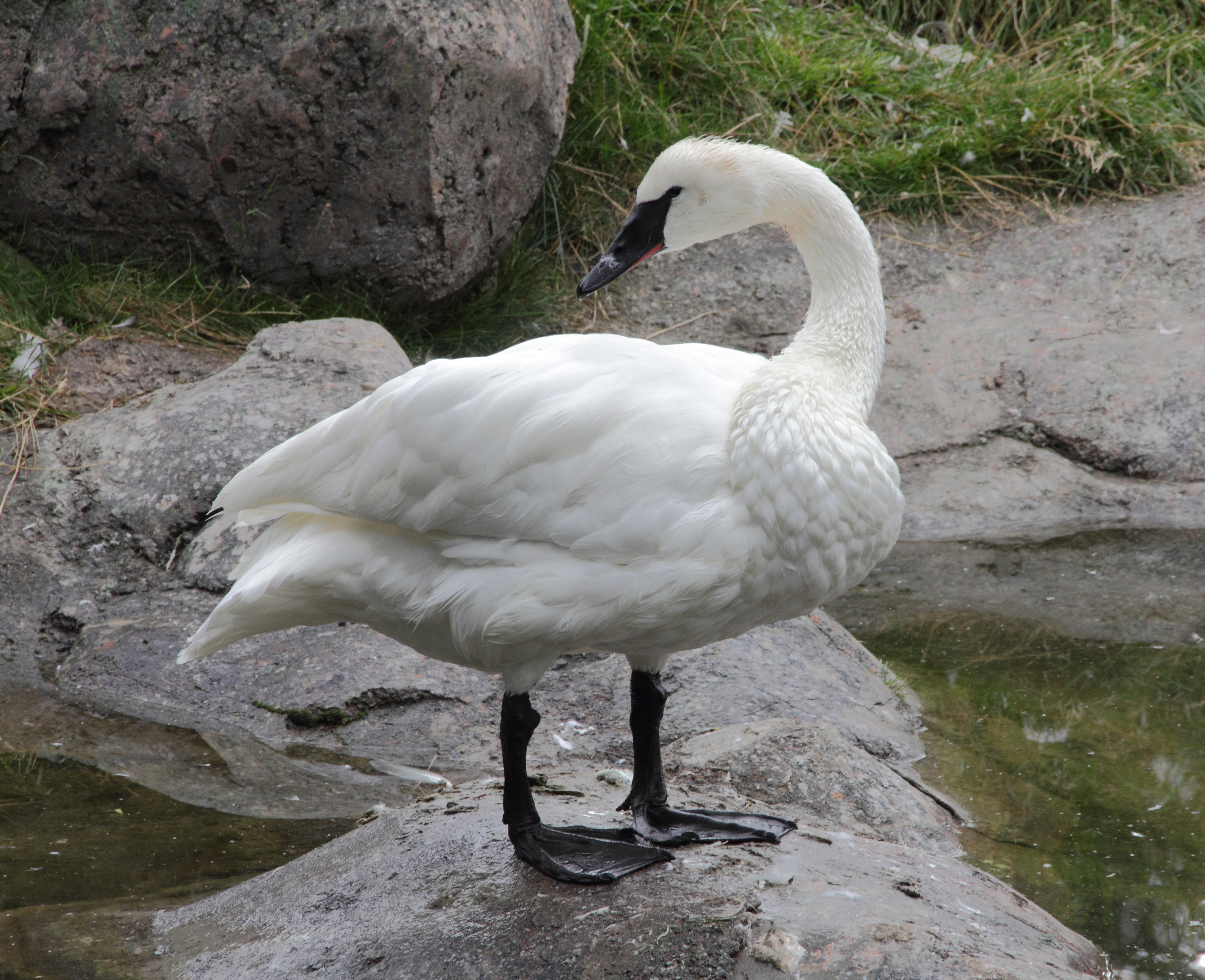
التم البواق.

التم البواق (الاسم العلمي: Cygnus buccinator؛ بالإنكليزية: Trumpeter Swan)، أكبر طير أصيل أمريكا الشمالية، إن قيس من حيث الوزن والطول، و(في المتوسط) أكبر أنواع الطيور المائية الحية على الأرض. وهو النظير الشمال أمريكي للتم الناعق الأوروبي.
يعيش في منطقة صغيرة في شرق أمريكا الشمالية ، بين كندا والولايات المتحدة.